# Pierrefitte-sur-Sauldre
Pierrefitte-sur-Sauldre település Franciaországban, Loir-et-Cher megyében. Lakosainak száma 752 fő (2022. január 1.). Pierrefitte-sur-Sauldre Brinon-sur-Sauldre, Chaon, Nouan-le-Fuzelier, Salbris, Souesmes és Vouzon községekkel határos.

## Népesség
A település népességének változása:
| Lakosok száma | 892  | 907  | 835  | 863  | 832  | 806  | 789  | 754  | 739  | 752  |
|               | 1968 | 1982 | 1990 | 2006 | 2013 | 2015 | 2017 | 2019 | 2020 | 2022 |